# معرض رادوم للطيران
معرض رادوم للطيران، (بالإنجليزية: Air Show Radom)‏، (البولندية: Międzynarodowe Pokazy Lotnicze). معرض رادوم للطيران من المعارض الجوية الدولية. هو احتفال نصف سنوي في مدينة رادوم، بولندا، التي بدأت في عام 2000 (للاستمرار في 2001، 2002 ، 2003 ثم 2005). كل عام آخر خلال عطلة نهاية الأسبوع الماضي من أغسطس، الطائرات العسكرية من القوات الجوية في أوروبا وروسيا يجتمعون في رادوم لهذا المعرض، الذي يسلي الزوار من خلال الأعمال المثيرة والأداء من الطائرات. وفقا للسلطات وراء المعرض، وهدفه هو للترفيه عن المواطنين من رادوم وكل من بولندا، فضلا عن جلب المستثمرين التي تشتد الحاجة إليها إلى المدينة.
منذ تأسيسها، أصبح معرض رادوم للطيران المعرض الجوي الأكثر شعبية في بولندا.

## طائرات زلين Z-526
وفي 1 أيلول / سبتمبر 2007، كانت ثلاث طائرات من طراز زلين Z-526 من فريق أزل زيلازني للألعاب الهوائية تقوم بعرضها. واشتملت المناورة على ثلاث طائرات تحلق في وقت واحد باتجاه نقطة مركزية من اتجاهات مختلفة. اثنتان من الطائرة، واحدة تجريبية من قبل بيوتر بانشويتز والآخر من قبل مؤسس المجموعة ليش مارشيلوسكي، ضرب بعضها البعض في زوايا قائمة، مما أدى إلى تدمير كل من الطائرات وقتل كلا الطيارين.

## الحوادث
2009 تحطم الطائرة البيلاروسية سو 27:
- في 30 أغسطس 2009، تحطمت سوخوي سو-27UBM (رقم أسود 63) في بيلاروسيا أثناء أداءها عرض جوي في رادوم.[3][4]

## معرض الصور

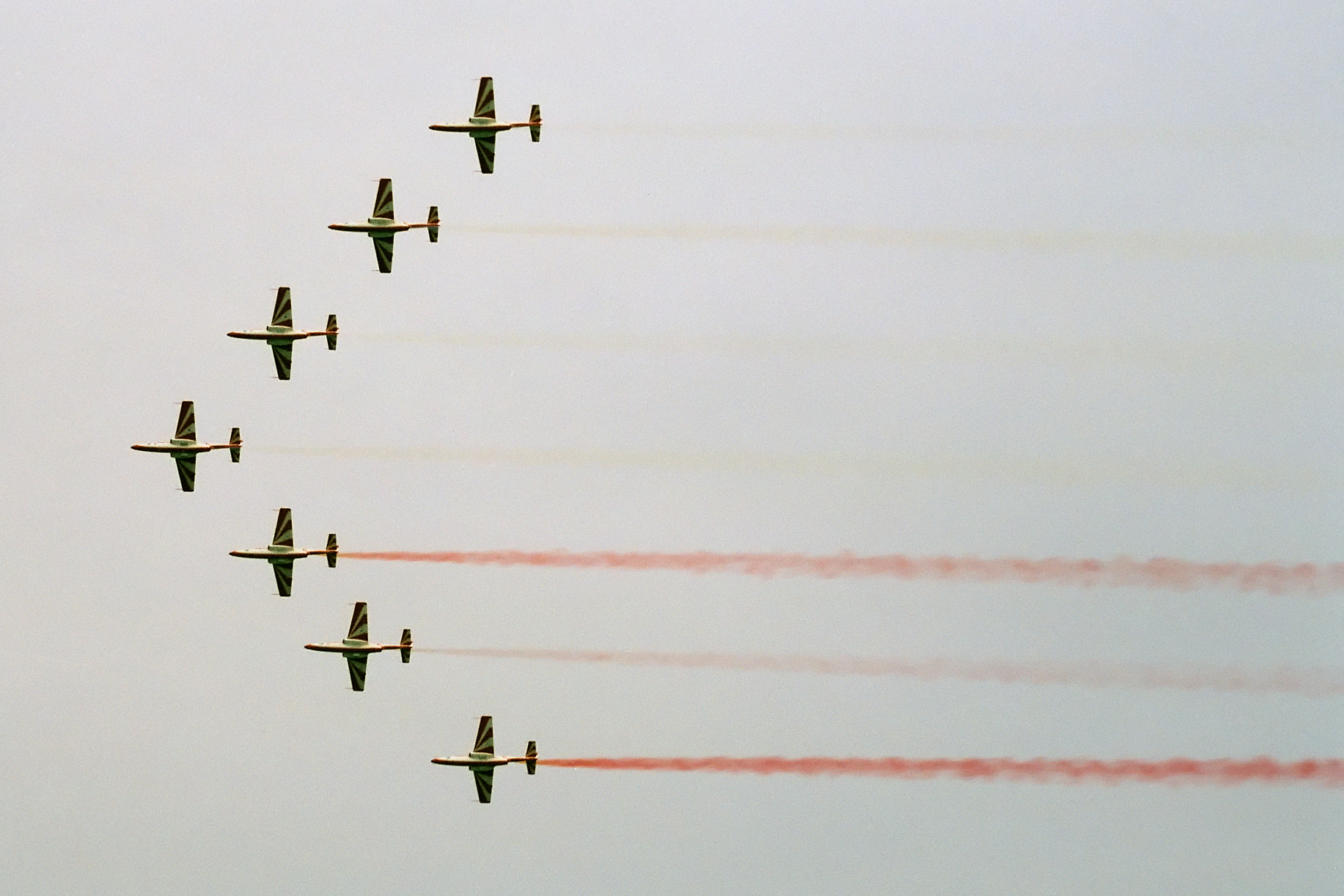
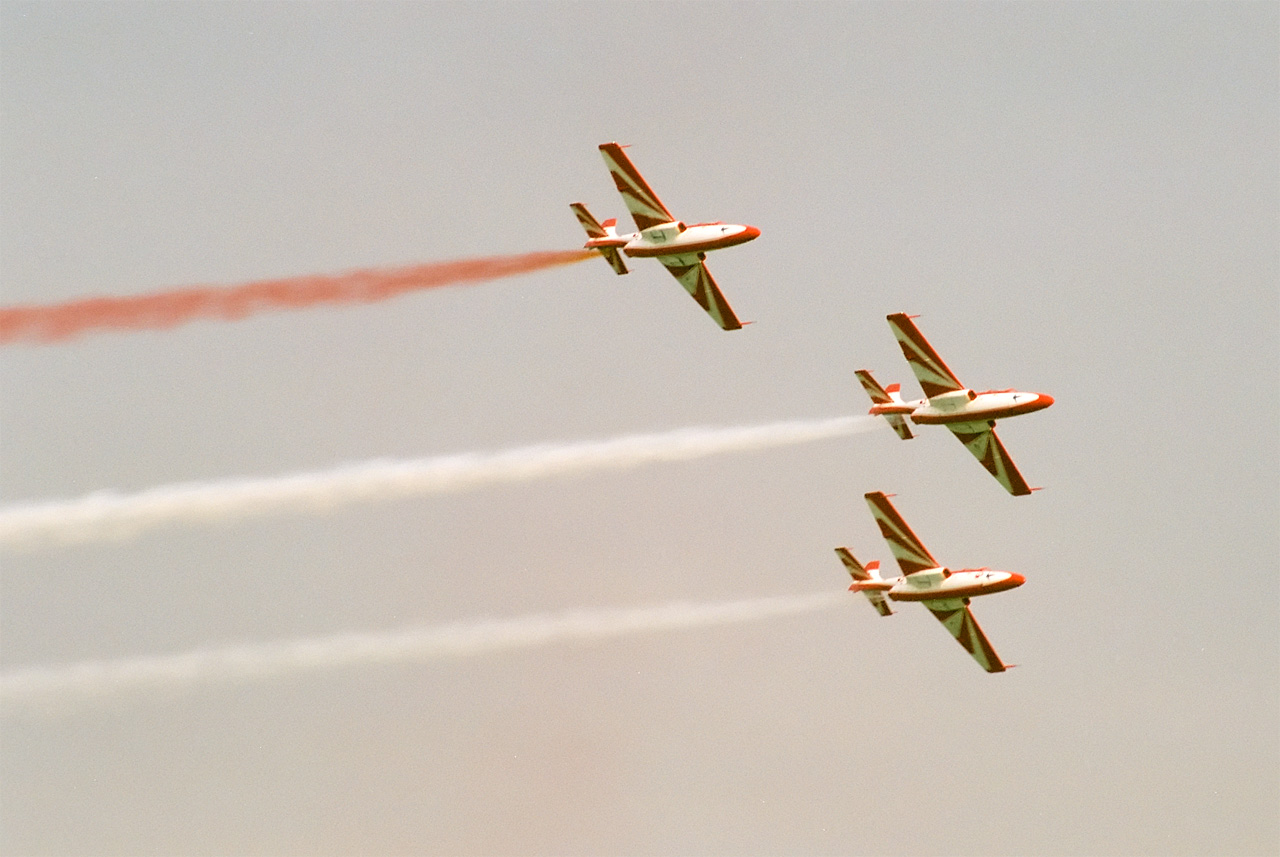
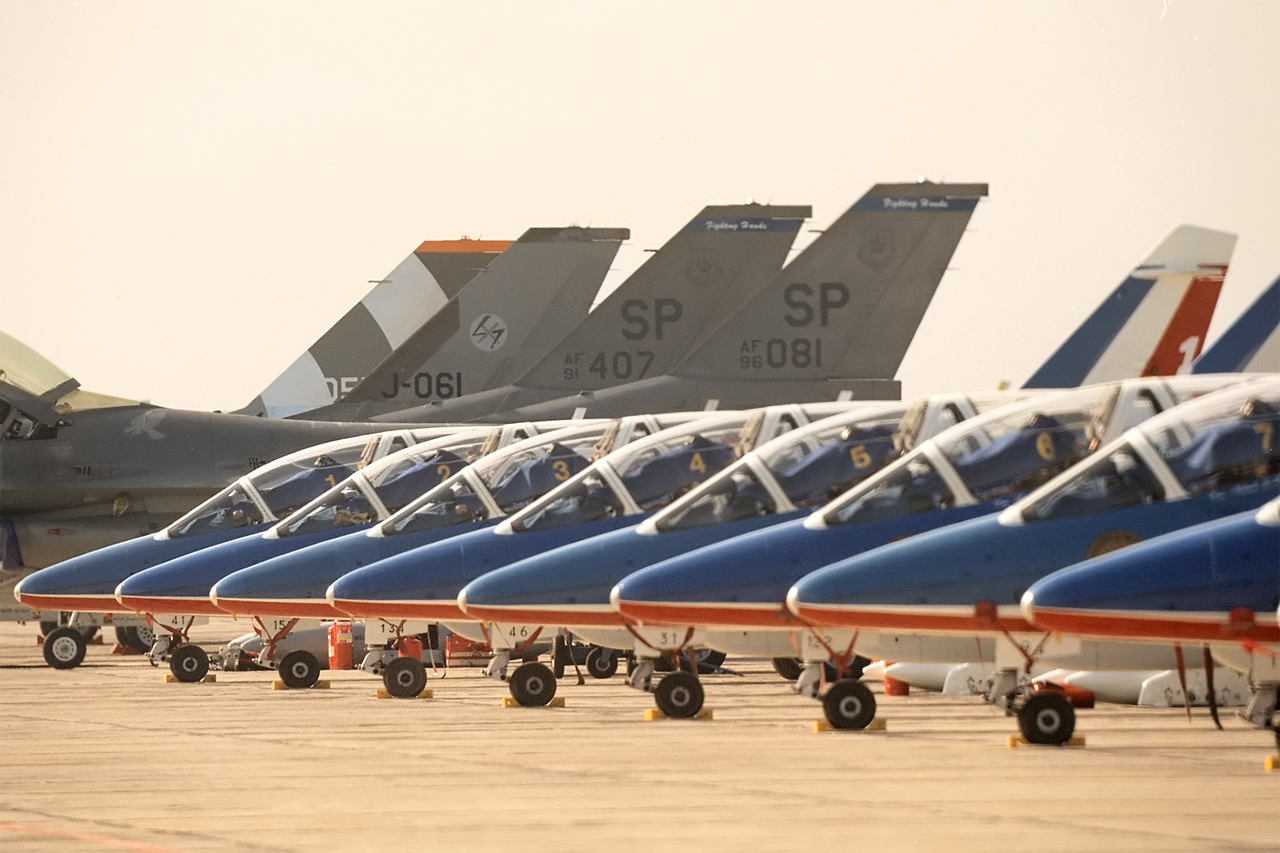
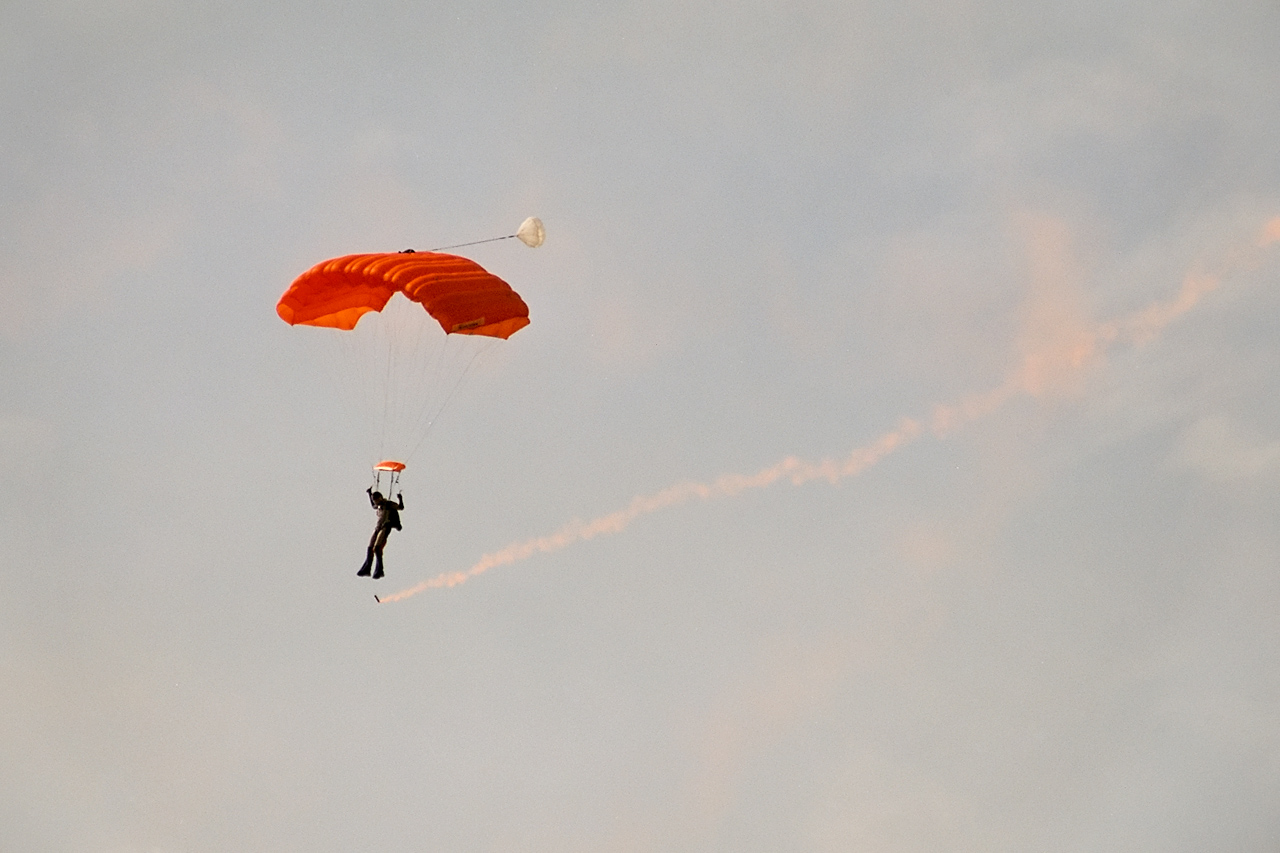
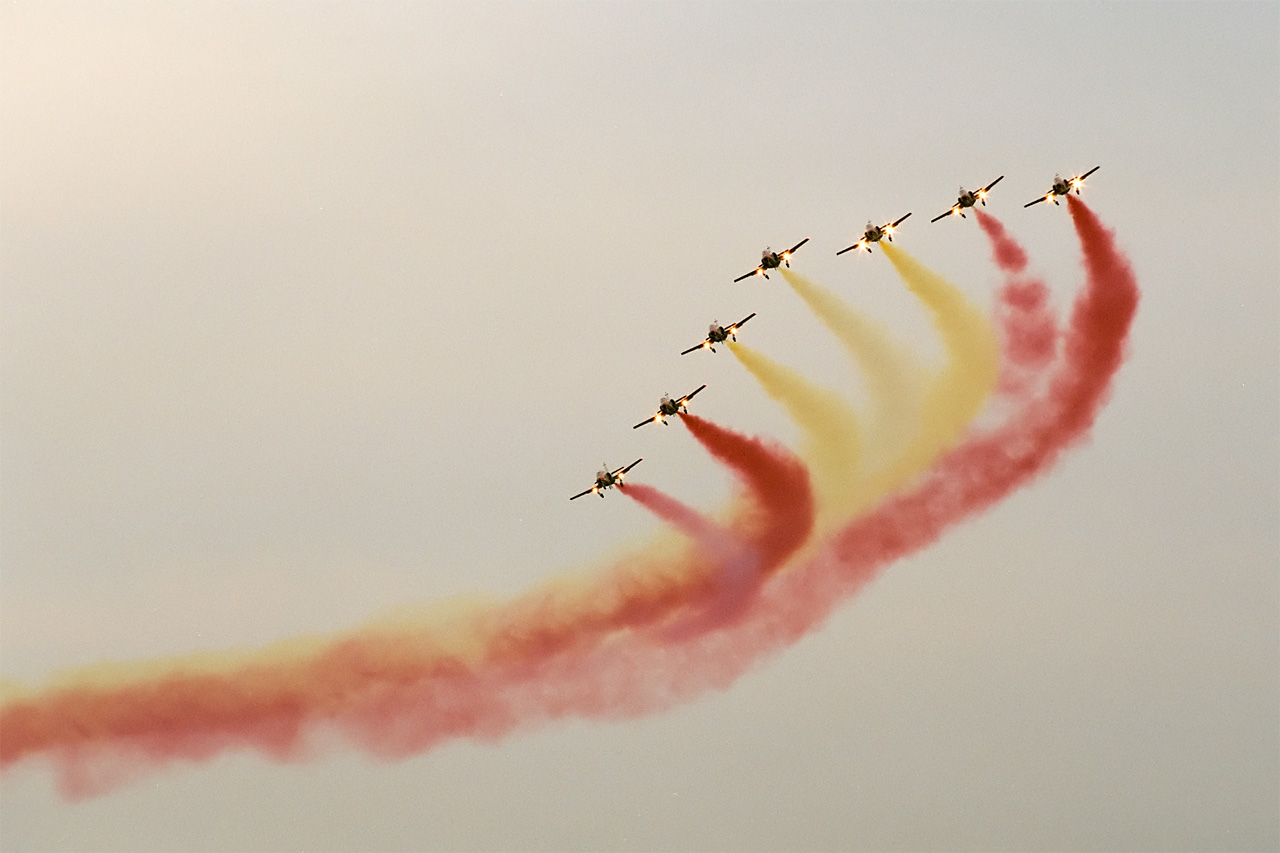
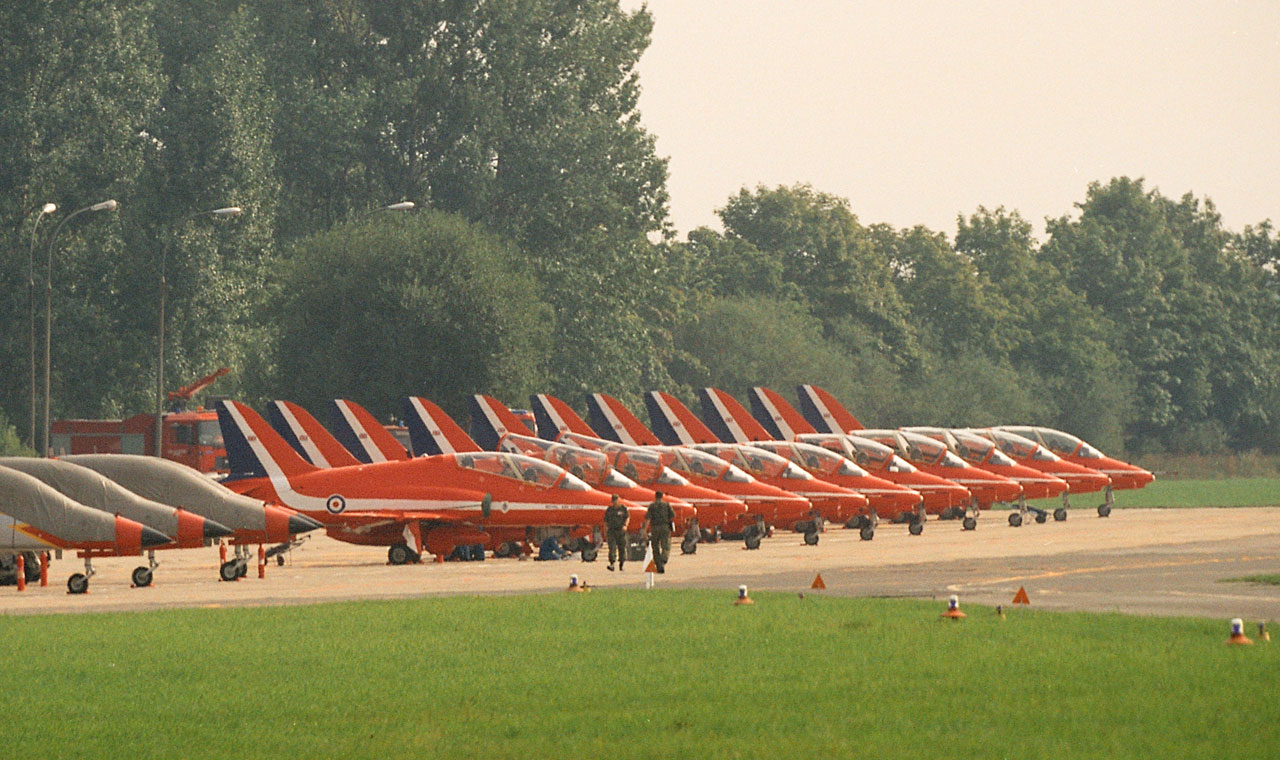
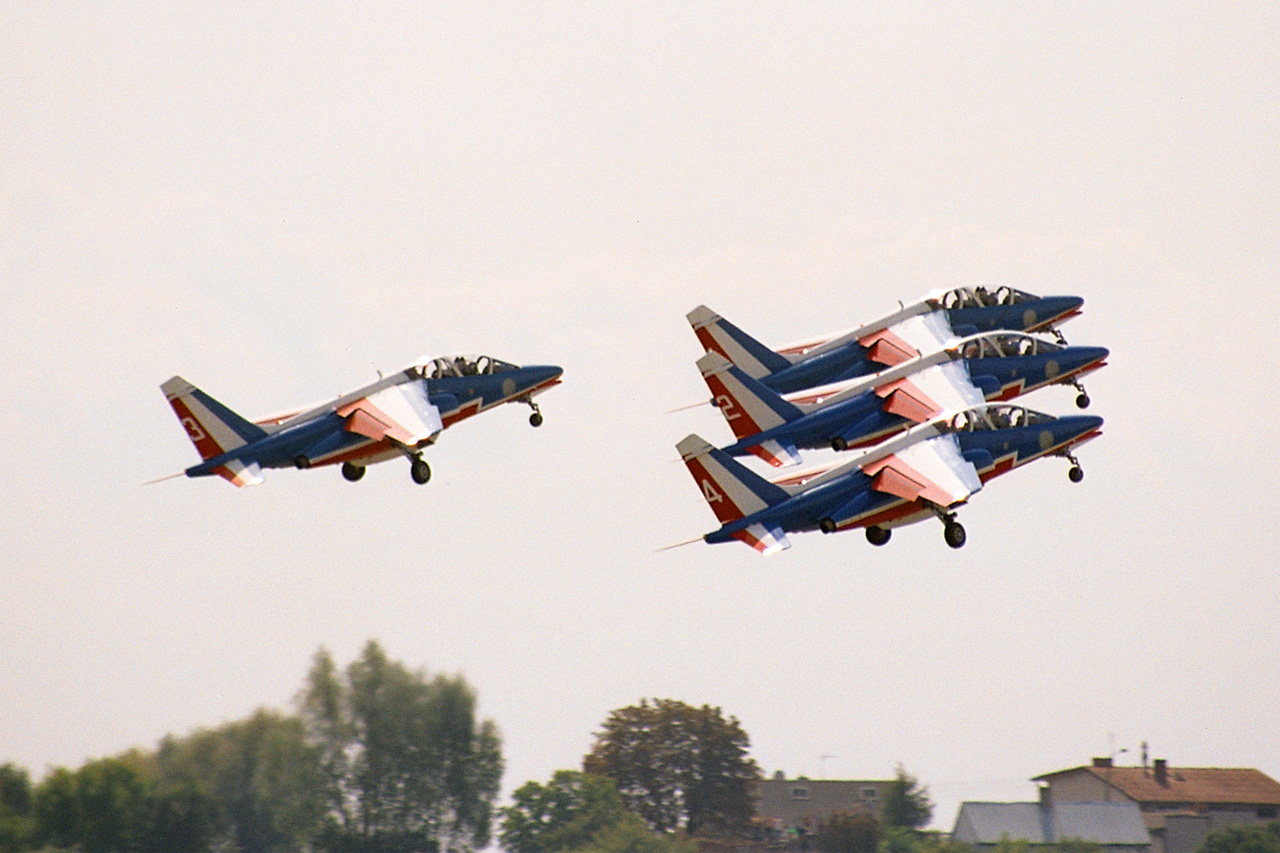

## انظر ايضًا
- معرض أبوتسفورد الدولي للطيران
- معرض برلين الدولي للطيران
- معرض بيجين هيل الدولي للطيران
- معرض أستراليا الدولي للطيران
- آيرو الهند